# 黎春曦
黎春曦，字梅映，廣東廣州府南海縣人，明朝官员。賜特用進士出身。
崇禎六年（1633年）中舉人，十三年以乙榜舉人賜特用，十五年登進士。官武定知州，清廉忤上。國變不出，作詩歌抒憤，著有《九江鄉志》等。